# Matriz de Santa Teresa
A Igreja Matriz de Santa Teresa d'Ávila conhecida carinhosamente como "Catedral de Teresópolis" localiza-se na Praça Baltazar da Silveira, em Teresópolis, cidade serrana no estado do Rio de Janeiro, Brasil. É dedicada a Santa Teresa de Àvila, padroeira da cidade, em homenagem a Imperatriz Teresa Cristina.

## Doação das Terras

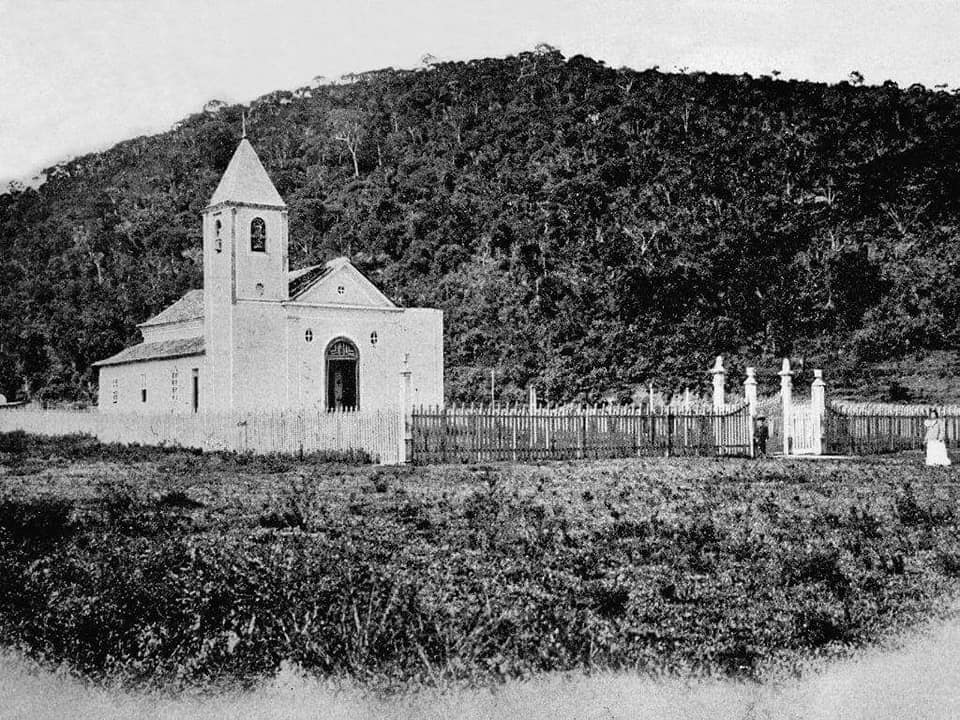
Primitiva Igreja de Santa Claudina depois Santa Teresa

As terras que constituem o patrimônio da Igreja de Santa Teresa, foram doadas pelo comendador Polycarpo José Alvares de Azevedo, através de escritura lavrada em Magé, no dia 17 de dezembro de 1859 e perfaziam uma área de 116.160m². Em 1855, na praça provincial, iniciava-se a construção de uma capela conhecida como Santa Claudina. Nesta época, Teresópolis ainda era distrito da cidade de Magé, considerando que sua elevação à categoria de município deu-se em 1891 e também foi criada a freguesia de Santo Antônio de Paquequer, que recebeu como primeiro pároco o Pe. José Tintori. É provável que o nome de Santa Claudina, com o qual a Capela ficou sendo chamada, deve-se ao fato de que a esposa do comendador chamava-se Claudina. Por isso, "capela de dona Claudina", "capela de santa Claudina". 

## A antiga Capela é demolida e uma nova Igreja é erguida

Igreja em obras ainda sem a Torre em 1934

Por se encontrar em péssimo estado de conservação e não conseguir abrigar o número crescente de fieis, vê-se a necessidade de construir uma nova igreja que tem sua construção iniciada em 1925. A construção da atual Matriz de Santa Teresa, foi iniciada sob cuidados do Cônego Bento Humberto Guilherme Maussem. Em 1927 a antiga capela de Santa Teresa é demolida e Missas e outros eventos religiosos passam a ser oficiados em residências particulares. 
As obras da nova matriz foram alternando-se ora em ritmo lento, ora avançando rapidamente. Graças a persistência dos padres e da sociedade local, bem como de famílias do Rio de Janeiro, a nova Igreja foi finalmente inaugurada em 1940. Desmembrada da Paróquia de Santo Antônio de Paquequer, a nova Paróquia de Santa Teresa é erigida em 29 de dezembro de 1941 e seu primeiro pároco o cônego José Tomás de Aquino Menezes empossado em 1 de janeiro de 1942. 

## A cidade participou na Construção

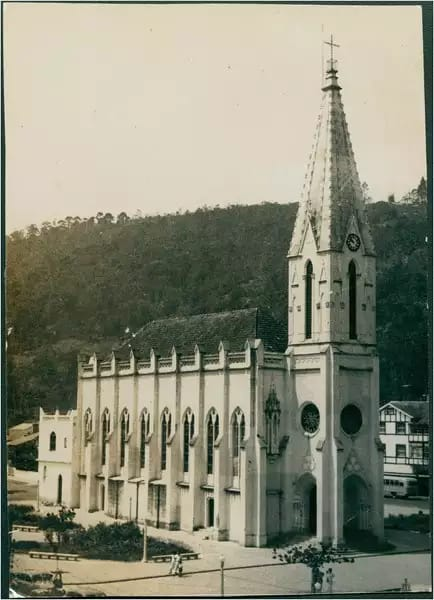
Vista panorâmica da Igreja de Santa Teresa nos anos 60

Toda a cidade participou na construção do belo edifício da Igreja. Os doze vitrais que contam desde o nascimento de Jesus até a sua ressureição, foram doados pelas famílias: Mangia e Regadas; Goulart Machado (Vitral da Ascenção); Sebastião Teixeira; Edmundo Bittencourt (Última Ceia); Morais Carvalho; Regadas (Jesus entre as crianças); Dias Costa; Renaud Lage; J. Gonçalves Matoso (Batismo de Jesus); Maurício de Paula Lima Quintela (Sagrada Família); Renaud Lage (Jesus entre os doutores); Mangia e Regadas (Belém).
A doação do relógio da matriz foi feita pelo Rotary Clube de Teresópolis e sua inauguração deu-se em 1944. Os sinos foram doados por Dona Santinha Bernardes esposa do então prefeito Olegário Bernardes. muitas famílias da cidade ajudaram o cônego Tomás de Aquino no término da obra entre elas a família Perry e a saudosa Professora Alice Saldanha. Toda parte de gesso que reveste os pilares, altar, teto e etc. foi efetuado pelo conhecido gesseiro da época, Zé do Estuque. Diversos empreiteiros trabalharam na construção, inclusive um, de nacionalidade portuguesa, conhecido como Serafim.
A obra teve um grande impulso quando, em 1933, foi criada a "Liga da Boa Vontade", composta por pessoas que se uniram com o objetivo de terminar a empreitada.

## Síntese cronológica dos principais fatos históricos da Paróquia

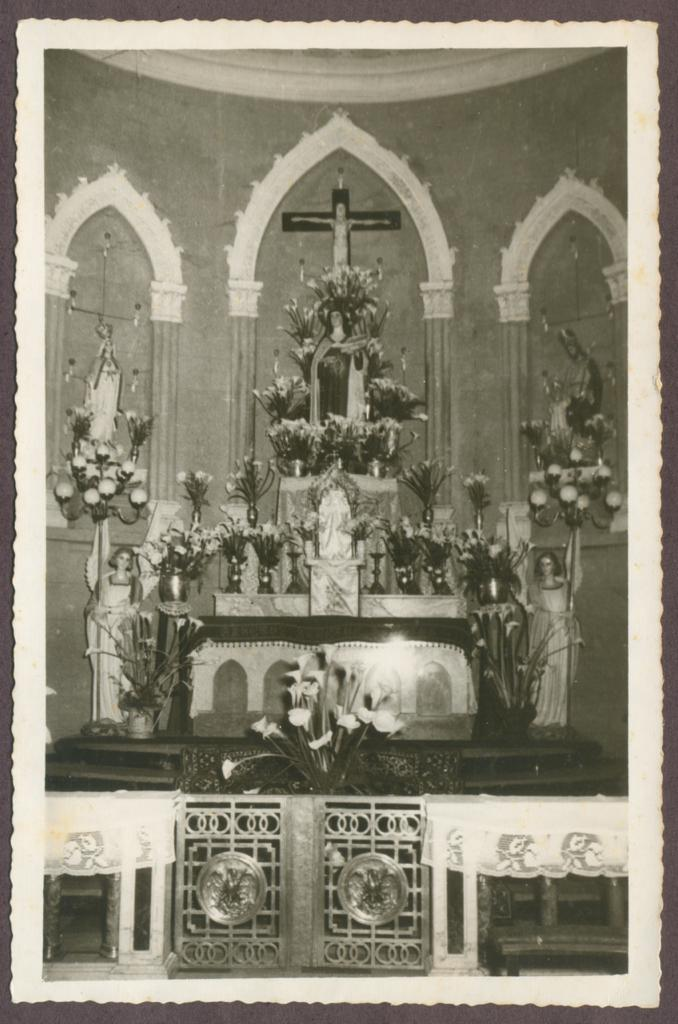
Antigo Altar-Mor da Matriz de Santa Teresa

1855 - É criada a freguesia de Teresópolis, Santo Antônio de Paquequer e nomeado o primeiro vigário, Pe. Tontori. Na Várzea das éguas, o casal Polycarpo Alvares de Azevedo e sua esposa Claudina constroem uma capela em honra de Santa Claudina.
1859 - Pela escritura lavrada em 17/12/1859 no cartório de Magé, o casal Polycarpo e Claudina doam a Paróquia de Teresópolis a capela e as terras. No texto da escritura, a capela já aparece com o título de Santa Teresa.
1891 - É criada a cidade de Teresópolis.
1916 - É fundado o Apostolado da Oração em Teresópolis, que se reunia no "consistório da matriz de Santa Teresa".
1919 - É lançada uma campanha para a construção da nova Igreja de Santa Teresa pelo padre Raimundo.
1923 - Tem início a atividade intensa e profícua dos cônegos premonstratenses, entre os quais se destaca a figura ímpar do cônego Bento Humberto Maussen. É lançada a pedra fundamental para a construção da nova Igreja de Santa Teresa pelo cônego Bento.
1925 - Início da construção da nova Igreja, sem a demolição da antiga.
1927 - Demolição da antiga capela. As missas passam a ser celebradas nas casas particulares.
1930 - Começa a ser usada a nova Igreja de Santa Teresa, ainda em obras.
1931 - Primeira visita pastoral do Senhor Bispo de Niterói  Dom José Pereira Alves.
1933 - Inauguração da Nova Igreja de Santo Antônio, no Alto, com presença do bispo e de 20 sacerdotes. Criada a liga da Boa Vontade para terminar as obras da Igreja de Santa Teresa.
1934 - No final do ano sé faltava a torre para a conclusão da obra.
1937 - Teresópolis cresce em números de fieis e passa a ser considerada a terceira paróquia da diocese. O cônego Luis Caldeira do Valle substitui o cônego Bento.
1939 - Morre o cônego Bento, luto geral na cidade. Os padres premonstratenses deixam a cidade. O sacerdote do clero secular cônego José Tomaz de Aquino Menezes assume todo o município de Teresópolis auxiliado pelo Pe. Jefferson.
1940 - A 28/21/1940 acontece a grande festa de inauguração da nova Igreja de Santa Teresa.
1941 - A 29/12/1941 Dom José Pereira Alves cria a nova paróquia de Santa Teresa, desmembrando-a de Santo Antônio do Paquequer e no dia seguinte 30/12 nomeia como primeiro pároco inamovível da nova paróquia o cônego José Tomaz de Aquino Menezes.
1942 - A 01/01/1942 o cônego José toma posse de sua nova paróquia e partir daí começam a funcionar o arquivo com abertura dos livros e registros de batizados, casamentos, crismas, óbitos e contabilidade. A paróquia de Santo Antônio passa aos cuidados dos padres dos Sagrados Corações, tendo como pároco o Pe. Jerônmo Roozen. O mesmo acontece com Venda Nova que ficará aos cuidados do Pe. Leonardo Switzar.
1946 - É criada a nova Diocese de Petrópolis, à qual passa a pertencer Teresópolis e suas paróquias.
1948 - Dom Manoel Pedro da Cunha Cintra é nomeado primeiro bispo de Petrópolis. Neste mesmo ano visita a paróquia de Santa Teresa e realiza 2.268 crismas. Nesta mesma época são montados e instalados os novos vitrais da Igreja Matriz pela firma paulista "Casa Conrado".
1950 - A 15/10/1950 toma posse o segundo pároco, o Cônego Mário do Carmo Benassi. O cônego Tomaz se retira por motivos de saúde.
1953 - A paróquia se comove com a notícia da morte do primeiro pároco o cônego José Tomaz de Aquino.
1954 - Começa a construção dos altares laterais na Igreja Matriz.
1955 - Cônego Benassi recebe o título de Monsenhor. A imagem de nossa Senhora do Amor Divino, padroeira da Diocese de Petrópolis, visita a Igreja de Santa Teresa.
1960 - É feita uma grande reforma na Matriz: teto, forro, piso de marmorite, etc. Visita Pastoral do Senhro Bispo Diocesano Dom Manoel Pedro da Cunha Cintra e inauguração do salão nos fundos da Igreja.
1975 - É efetuada a pintura externa e interna da Igreja e eletrificação do toque do sino.
1977 - A 26/0677 toma posse como terceiro pároco o Pe. Antônio Carlos da Motta do Carmo.
1981 - Morte e sepultamento em Niterói de Monsenhor Mário Benassi.
1984 - Pintura da Igreja Matriz externa e interna, reforma do presbitério, demolição do antigo altar-mor e instalação da pia batismal ao lado do altar da missa.
1999- Pe. Antônio Carlos recebe o título de Monsenhor.
2015 - A 26/06/215 toma posse com quarto pároco o Pe. Fabiano Cunha Motta.
2020 - A 17/02/2020 toma posse como quinto pároco o Pe. Jorge Luiz Pacheco de Medeiros vindo da Paróquia de Santo Antônio de Paquequer. São iniciadas as obras de restauro e melhorias na Igreja. Troca do piso, reforma dos banheiros, pintura externa e interna, restauro das imagens etc. A 27/12/20 é celebrado os 80 anos da igreja e aberto o ano comemorativo dos 80 anos da paróquia.
2021 - Significativas reformas para as celebrações dos 80 anos da Paróquia.

## Descrição do estilo da Igreja

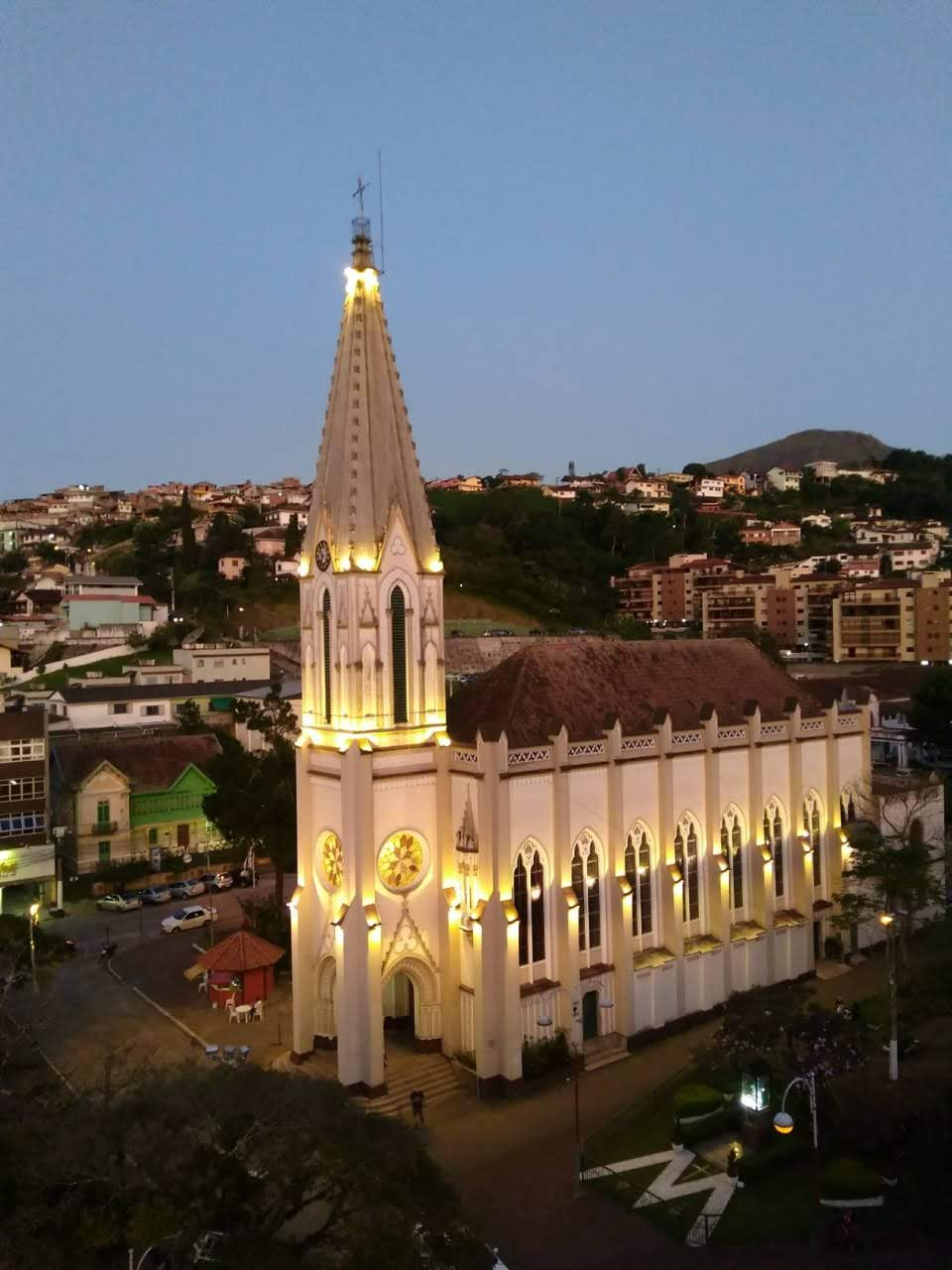
Visão panorâmica da Igreja

A Matriz, em estilo neo-gótico, tem na fachada principal, em destaque, a volumetria da torre. No térreo, sua porta de entrada, em arco ogival, possui sobrecarga triangular. Acima da porta, uma rosácea. Coroando-se este corpo, torre encimada por cruz. As laterais são compostas de contrafortes entremeados por vitrais tchecos, em verga ogival, coloridos, apresentando cenas bíblicas. Os detalhes e ornatos são em mármore e o restante da fachada com revestimento em pó de pedra. No interior do atrativo, presença de altar-mor nave única em cuja lateral direita presença de quatro altares laterais em mármore e do lado esquerdo, três altares laterais, também em mármore onde estão dispostas várias imagens de santos. A Matriz ainda possui duas sacristias, um coro e dois confessionários. Próximo de um deles, as imagens de Santo Antônio de Lisboa e do Cristo carregando a cruz, ambas em madeira medindo um metro.
Os vitrais retratam diversas passagens dos evangelhos, como a Sagrada Família, o nascimento de Jesus, escolha dos apóstolos, o batismo de Jesus, multiplicação dos pães e peixes, Jesus entre os doutores, Jesus perante Pilatos, a Crucificação, a Ressurreição, a Última Ceia, as Bodas de Caná e Jesus com as crianças, no total de doze vitrais.

## Atualidade
[carece de fontes?]
A pintura atual da Igreja de Santa Teresa, estudo cromático de Jehovah Silva, autor destas linhas, tem uma história pitoresca. Não sendo profissional da área, fotografou a Igreja em diversos ângulos, e trabalhou no Photoshop em busca da composição de cores adequada. Até então, a pintura da igreja sempre fora uniforme, em uma cor única. A proposta que apresentou ao pároco Monsenhor Antônio Carlos da Motta e que foi aceita, há dez anos, tendo sido renovada este ano acompanhando o mesmo estilo resultante do estudo, teve os seguintes pontos básicos - cores marrom café, palha, branco e areia, aplicadas para atender ao objetivo de se mostrarem todos os detalhes da igreja, pois grande parte não era vista por falta de contraste; outro objetivo foi o de destacar as colunas do corpo principal da igreja. Quanto à escolha do marrom como cor básica, foi para atender o objetivo de caracterizar a Igreja como de Santa Teresa, cuja cor do hábito, assim como a do Carmelo, é essa.